# Bezirk Rudki
Bezirk Rudki – dawny powiat (Bezirk) kraju koronnego Królestwo Galicji i Lodomerii, funkcjonujący w latach 1854–1867. Siedzibą starostwa było miasteczko Rudki.

## Historia
Bezirk Rudki utworzono w ramach reformy uwłaszczeniowej z okresu Wiosny Ludów (1848–1849), która likwidowała jurysdykcję właściciela ziemskiego nad poddanymi. W Galicji, dominium – jako podstawowa jednostka administracyjna i filar systemu feudalnego straciło rację bytu. Konieczne stało się zatem wprowadzenie nowego systemu administracyjnego, którego zręby powstały w latach 1851–1855. Nowy trójstopniowy podział administracyjny objął 21 cyrkułów (niem. Kreise), 179 małych powiatów (niem. Bezirke) i ponad 6000 gmin (niem. Gemeinde).
Bezirk Rudki objął obszar o wielkości 5,6 mil², zamieszkany przez 22.112 ludzi i podzielony na 36 gmin katastralnych, w tym jedno miasteczko (Rudki). Wszedł w skład cyrkułu samborskiego, jako jeden z jego jedenastu powiatów. Pośrodku powiatu znajdowała się eksklawa cyrkułu przemyskiego, należąca do Bezirk Sądowa Wisznia, a obejmującą gminy Jaremków i Michalewice.
Po nadaniu Galicji autonomii oraz powołaniu samorządu gminnego i powiatowego w 1865 zlikwidowano cyrkuły (Kreise). Dotychczasowe małe powiaty (Bezirke) w liczbie 179, utrzymały się do 1867 roku, kiedy to w następstwie kolejnej reformy administracyjnej (23 stycznia 1867) zostały zastąpione przez 74 większych powiatów. Obszar zniesionego Bezirk Rudki wszedł wtedy w skład nowych powiatów rudeckiego i gródeckiego (vide podział w tabeli poniżej). 1 sierpnia 1878 dwie gminy (Chliple i Sudkowice) wyłączono z powiatu rudeckego i włączono do powiatu mościskiego.

## Podział administracyjny (1854)
| Lp. | Gmina jednostkowa                  | Powierzchnia | Ludność | Powiat w 1867 po zniesieniu |
| --- | ---------------------------------- | ------------ | ------- | --------------------------- |
| 1   | Rudki (m)                          | 930          | 1660    | rudecki                     |
| 2   | Beńkowa Wisznia                    | 2905         | 1081    | rudecki                     |
| 3   | Jatwięgi                           | 505          | 220     | rudecki                     |
| 4   | Nowosiółki                         | 1920         | 1003    | rudecki                     |
| 5   | Dołobów                            | 2260         | 269     | rudecki                     |
| 6   | Laszki Zawiązane                   | 1815         | 710     | rudecki                     |
| 7   | Nihowice                           | 520          | 303     | rudecki                     |
| 8   | Knihynice                          | 500          | 226     | rudecki                     |
| 9   | Kropielniki                        | 540          | 322     | rudecki                     |
| 10  | Wańkowice                          | 1140         | 389     | rudecki                     |
| 11  | Chliple z Wolą                     | 2205         | 509     | rudecki                     |
| 12  | Sudkowice z Wolą                   | 615          | 377     | rudecki                     |
| 13  | Podhajczyki                        | 2350         | 931     | rudecki                     |
| 14  | Uherce Wieniawskie                 | 725          | 380     | rudecki                     |
| 15  | Wistowice                          | 775          | 237     | rudecki                     |
| 16  | Oszczańce (Woszczańce)             | 1625         | 491     | rudecki                     |
| 17  | Kanafosty                          | 345          | 265     | rudecki                     |
| 18  | Dubaniowice                        | 2045         | 724     | rudecki                     |
| 19  | Szołomienice                       | 1520         | 754     | rudecki                     |
| 20  | Hodwisznia                         | 820          | 360     | rudecki                     |
| 21  | Hoszany                            | 2525         | 942     | rudecki                     |
| 22  | Uherce Niezabitowskie              | 2860         | 983     | gródecki                    |
| 23  | Koropuż                            | 2315         | 1020    | rudecki                     |
| 24  | Chiszewice                         | 2055         | 677     | rudecki                     |
| 25  | Romanówka                          | 395          | 223     | rudecki                     |
| 26  | Czajkowice                         | 4950         | 1914    | rudecki                     |
| 27  | Kołbajowice                        | 1250         | 684     | rudecki                     |
| 28  | Koniuszki Siemianowskie z Zagórzem | 3210         | 876     | rudecki                     |
| 29  | Czernichów                         | 1380         | 295     | rudecki                     |
| 30  | Ostrów                             | 890          | 343     | rudecki                     |
| 31  | Chłopczyce                         | 3030         | 723     | rudecki                     |
| 32  | Szeptyce                           | 970          | 279     | rudecki                     |
| 33  | Błozew Dolna                       | 850          | 278     | rudecki                     |
| 34  | Kupnowice Nowe i Stare             | 1920         | 850     | rudecki                     |
| 35  | Rozdziałowice                      | 905          | 448     | rudecki                     |
| 36  | Kościelniki                        | 900          | 366     | rudecki                     |

Objaśnienie:
(M) = miasto; (m) = miasteczko